# Bagiry
Bagiry is een gemeente in het Franse departement Haute-Garonne (regio Occitanie) en telt 81 inwoners (2009). De plaats maakt deel uit van het arrondissement Saint-Gaudens.

## Geografie
De oppervlakte van Bagiry bedraagt 2,8 km², de bevolkingsdichtheid is dus 28,9 inwoners per km².
De onderstaande kaart toont de ligging van Bagiry met de belangrijkste infrastructuur en aangrenzende gemeenten.

## Demografie
Onderstaande figuur toont het verloop van het inwonertal (bron: INSEE-tellingen).